# Бегеш (Удмуртия)
Бегеш (удм. Бегыш) — деревня в Якшур-Бодьинском районе Удмуртской республики.

## География
Находится в центральной части Удмуртии на расстоянии приблизительно 6 км на юго-восток по прямой от районного центра села Якшур-Бодья.

## История
Известна с 1873 года как починок Кизядзи (Бегишь) с 14 дворами. Первые поселенцы появились здесь в конце XVIII века из удмуртских деревень Чекер и Пислеглуд. 23 двора учтено было в 1893, 30 в 1905, 55 дворов в 1924 (уже деревня Кизядзи-Бегеш). С 1932 года современное название. До 2021 год входила в состав Большеошворцинского сельского поселения. Ныне имеет дачный характер.

## Население
Постоянное население составляло 109 человек (1873 год), 189 (1893), 224 (1905), 288 (1924), 2 человека в 2002 году (русские 50 %, удмурты 50 %), 0 в 2012, 0 в 2024, 1 в 2025.